# Décriminalisation de la sorcellerie en France
 (mars 2017).
Si vous disposez d'ouvrages ou d'articles de référence ou si vous connaissez des sites web de qualité traitant du thème abordé ici, merci de compléter l'article en donnant les références utiles à sa vérifiabilité et en les liant à la section « Notes et références ».

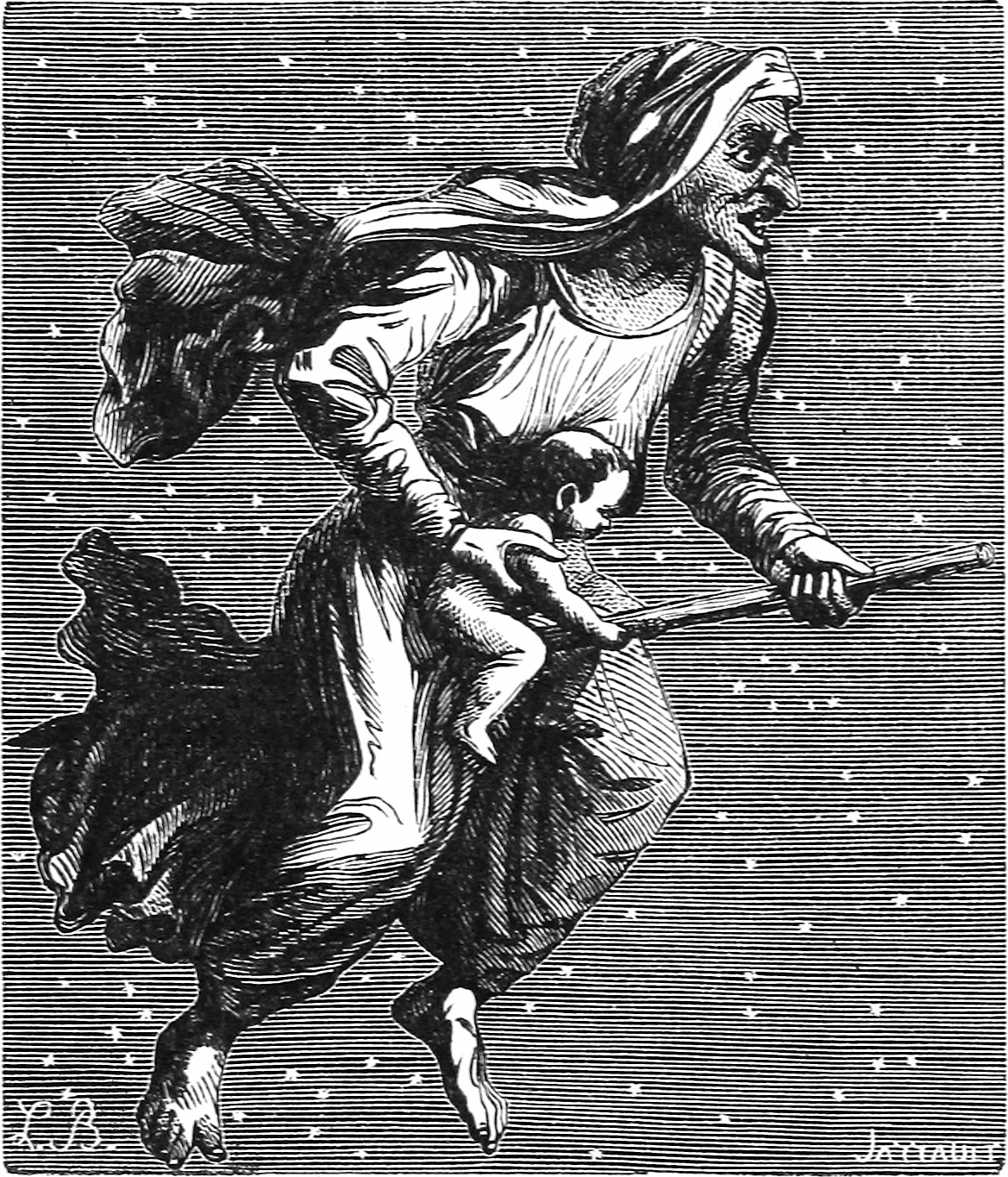
Illustration pour l’article Voyages des sorcières, dans le Dictionnaire infernal par Collin de Plancy.

La sorcellerie se définit comme la pratique magique en vue d'exercer une action, généralement néfaste, sur un être humain. La décriminalisation de la sorcellerie en France a été permise par l'édit de juillet 1682, après une longue action juridique du Parlement de Paris. La sorcellerie n'est alors plus considérée comme un crime pour la justice française.
L'image de la sorcière est depuis longtemps connue de la littérature et des différents folklores. La mythologie grecque met en avant la magie à travers le personnage de Circé, qui s'impose comme l'image d'une femme puissante et libre. C'est au travers de cette image que le mythe de la sorcière va progresser, augmentée par l'apparition de l'imprimerie, permettant de fixer une image sur les récits, amenant alors les populations à se méfier de ce mythe prenant naissance dans le droit français.
La France a été le théâtre de nombreux procès historiques de sorcellerie, allant de personnages mythiques tels que Jeanne d'Arc, à des procès considérés plus tard comme politiques, tels que le procès d'Urbain Grandier, dans le cadre de l'affaire des démons de Loudun. Au-delà des frontières françaises, la sorcellerie a connu de grands procès, tels que le procès des sorcières de Salem.
Avant cette décriminalisation, la sorcellerie était considérée par la justice française comme un crime puni par la peine de mort. La recherche de ce crime consistait notamment à la recherche, sur le corps de l'accusé, du punctum diabolicum, c'est-à-dire la marque imposée par le diable, qui se manifestait par une zone d'insensibilité sur le corps humain.

## L'avènement de la chasse aux sorcières
La chasse aux sorcières est liée à différents facteurs sociologiques et économiques. Cette chasse va aboutir à l'application de la procédure inquisitoriale dans le cadre des procès de sorcellerie, où la médecine légale tiendra une place importante vis-à-vis de la marque du diable.

### Contexte social
Les croyances vis-à-vis de l'existence des sorcières ont toujours été liés au contexte de l'époque. Dans le cadre d'une atmosphère de crainte perpétuelle, crainte alimentée par les événements tragiques de l'époque, tels que les nombreuses famines ou les forts taux de mortalité, la personnification du mal dans le personnage du sorcier permet aux populations de s'unir contre un mal visible.
Peu à peu, la société va devoir alors faire face au concept de « maleficium », élaboré par les démonologues et les magistrats, un mal visant la personne du souverain mais aussi les moissons, et tout concept religieux ou social. La chasse aux sorcières va donc prendre une importance considérable, aux motifs des malheurs biologiques de la société, comme la famine ou les épidémies.
Dès le milieu du XVIe siècle (1560-1570), la répression de la sorcellerie va prendre une importance considérable dans de nombreux foyers européens. Au sein des populations rurales (bien moins répandue dans les populations urbaines), la délation va jouer un rôle important dans l'arrestation des sorcières mais cette dernière sera notamment nourrie par un esprit revanchard des populations, permettant de se débarrasser de certains citoyens gênants, sans réelle preuve de sorcellerie à leur encontre.

### Procédure inquisitoriale et marque du diable
Les procès de sorcellerie en France se font selon la procédure inquisitoriale, mise en place par le quatrième concile du Latran de 1215. Cette procédure va contenir de nombreuses nouveautés, comme la recherche médico-légale de la marque satanique sur le corps de l'accusé. La procédure suit un schéma, considéré comme constant selon Robert Mandrou. Ainsi, tout commence par une dénonciation, rapidement confirmée par une rumeur publique. Dès cet instant, l'accusé sera alors arrêté et soumis à la procédure.
L'interrogation va alors permettre de confronter l'accusé aux rumeurs le concernant permettant, à la suite d'une certaine pression, d'obtenir des aveux avec l'utilisation de la torture si besoin. L'objet de recherche principal dans le cadre de cette procédure est la marque du diable. Selon les démonologues, cette marque démontre la soumission de l'accusé à Satan et peut se manifester sous plusieurs formes : une zone d'insensibilité, une griffure, une cicatrice hors norme. La recherche de cette marque était souvent pratiquée par un chirurgien, recherchant alors des marques autant à l'extérieur du corps qu'à l'intérieur, comme sur les lèvres génitales ou sur la face interne des paupières.
La question de la marque du diable sera longuement étudiée, comme c'est le cas du médecin Jacques Fontaine en 1611, qui expliquera la présence de cette marque par le fait que « le diable marque ceux qu'il a enrôlé dans sa milice ».

### Influence des démonologues
La naissance des démonologues est issue d'un sentiment de persécution de ces derniers, face à la montée d'un mal de plus en plus dangereux : la sorcellerie. Ainsi, très rapidement, la démonologie va considérer la sorcellerie comme une hérésie, un crime contre le christianisme. Entre 1320 et 1420, en un siècle, on décompte treize traités de démonologie, traitant de la question de la sorcellerie et de la manière d'identifier les sorciers. Ces traités, rédigés par des canonistes mais aussi par des magistrats séculiers, vont devenir une source d'information principale pour les juges, leur permettant de s'appuyer sur ces connaissances afin d'identifier les réels sorciers et d'innocenter les victimes de délation excessive.
Les démonologues vont rapidement dénoncer l'inertie de l'institution judiciaire, estimant que le risque sur la religion était trop important. Très rapidement, les démonologues demanderont au pouvoir judiciaire de mettre en place des tribunaux d'exception pour les sorciers comme ce fut le cas pour le procès d'Urbain Grandier à Loudun, afin que la procédure soit par la même occasion exemptée de certaines règles.

## Le parlement de Paris et la décriminalisation en France
La décriminalisation de la sorcellerie est issue d'une longue pratique judiciaire, sous l'impulsion du Parlement de Paris. Après une longue période de chasses aux sorcières, les membres de la Haute-Magistrature vont rapidement prendre de la distance vis-à-vis des œuvres de démonologie, pour se tourner vers une tendance jurisprudentielle bienveillante envers les accusés de sorcellerie.

### L'interdiction de la baignade du 1er décembre 1601
La baignade, autrement appelée ordalie par l'eau froide, avait pour fondement le jugement par Dieu à travers une épreuve spécifique : l'accusé était plongé dans une eau bénite par un prêtre. Deux solutions sont alors possibles : soit le corps flottait et l'accusé était coupable, soit le corps coulait et l'accusé était innocent. Couramment utilisé dans le cadre des procès de sorcellerie, ce mode de preuve va pourtant connaitre une interdiction dès 1587 dans le cadre d'un unique tribunal jusqu'à 1601, prenant un aspect national.

« La Cour faict deffenses au bailli de Hans de permettre faire essay et jecter en l'eaue les personnes soubsonnées ou accusées de sortileige, ains luy enjoict de proceder à la confection de leurs procs selon les formes ordinaires et prescriptes par les ordonnances. »

Cette jurisprudence n'a au départ qu'une simple portée locale mais permettra par la suite l'émergence d'arrêt de principe pour tout le royaume de France. L'interdiction générale de la baignade sera décidée dès le 1 décembre 1601, à la suite de nombreuses plaidoiries. En effet, l'avocat Louis Servin préconisera de créer une règle de jurisprudence claire et générale concernant la matière de l'ordalie par l'eau froide. C'est donc grâce à son plaidoyer sur l'affaire Dinteville, que la Cour prononcera un arrêt général interdisant la baignade dans tout le ressort Parisien.
Il faut souligner que l'utilisation d'une telle pratique dans le cadre de la justice fut de nombreuses fois dénoncée. En effet, à la suite du concile de Latran IV de 1215, la pape Innocent III souligne sa réprobation quant aux ordalies, et interdit aux clercs d'y prendre part. Sous cette impulsion, le roi Louis IX interdit dès 1258 la pratique des ordalies dans le royaume de France.

### L'appel de droit pour les accusés de sorcellerie
L'appel de droit consiste en une voie de recours, permettant à l'accusé de saisir la justice pour obtenir un nouveau jugement. Dans le cadre des procès pour sorcellerie, l'appel n'a jamais été considéré comme une option possible pour ces accusés. Pourtant, le Parlement de Paris va revenir sur cette question, du fait de la présence de trois scandales à l'époque : la mort de Jean Bouteroux, soumis à l'ordalie de la piqûre, de la baignade et de la question du feu dont il succombera ; le procès à l'encontre du bourreau de Rocroi et le lynchage de 1594 à Dinteville.
L'arrêt du 24 juillet 1604 permettra alors à tous les accusés de sorcellerie de bénéficier d'un appel de droit, apport juridique faisant suite à la mise en place de l'appel automatique pour ces accusés depuis le 20 juin 1603, qui impose la procédure d'appel en cas de condamnation à mort ou à une peine afflictive du corps.

### L'édit de décriminalisation de la sorcellerie de juillet 1682
La volonté de décriminaliser la sorcellerie est liée à un événement historique important de l'époque. Le 14 mai 1610, Henri IV, roi de France, est assassiné, poignardé par François Ravaillac. Cet événement, marquant toute la population française, sera une des raisons à l'accélération de la décriminalisation de la sorcellerie en France. En effet, l'attention judiciaire va se reporter sur les crimes de lèse-majesté, mettant de côté le crime de la sorcellerie.
L'appel d'office des accusés de sorcellerie sera alors de plus en plus développé, permettant une réduction considérable du nombre de condamnés à mort pour sorcellerie, dont le dernier arrêt de mort pour crime de sorcellerie sera prononcé le 14 juillet 1625.
De nombreuses réformes judiciaires vont voir le jour au cours du XVIIe siècle ; pourtant l'ordonnance de Saint-Germain-en-Laye de 1670 ne s'exprimera pas sur le cas de la sorcellerie. Il faudra attendre un édit criminel de juillet 1682 pour que la répression du crime de sorcellerie soit terminée,.

## Conclusion
La décriminalisation de la sorcellerie entraînant la fin des procès, la peur de l’image de la sorcière s’estompe. L’évolution des mentalités, le développement des idées des lumières amènent à la qualification des rites sataniques en de simples superstitions. Voltaire, figure importante du mouvement des lumières salue le recul de ces superstitions, stigmatisant les démonologues tels que Bodin ou Boguet, qui ne faisaient qu’attiser la peur du peuple. Il déplorera la mort de « plus de cent mille sorciers ou possédés » et soulignera que c’est la répression de ce crime qui a permis notamment d’attiser la peur et la haine envers les sorcières.
Bien que la sorcellerie fut traitée comme un crime durant les siècles précédents, la conscience actuelle replace désormais la sorcellerie dans un imaginaire romancé. Ainsi, la sorcellerie retrouve sa place de tentatrice dans des ouvrages tels que Notre Dame de Paris de Victor Hugo, de 1832 en la personne d'Esmeralda, ou encore dans l’œuvre La sorcière de Jules Michelet, de 1862. Dans le cadre de la politique pénale, la sorcière a, quant à elle, totalement disparu de la répression criminelle en France.
Les ordalies religieuses et les crimes de maléfices continuent d’exister dans certains pays d’Afrique. Alors que certaines techniques ordaliques demeurent, comme l’épreuve du fer rouge ou celle du poison, consistant à observer les réactions de la personne ayant ingéré un aliment empoisonné, le crime de sorcellerie demeure ancré dans les pensées des populations ainsi que dans leurs coutumes. Cette persistance des ordalies réside dans la continuité de la croyance en laquelle le jugement de Dieu permet de déterminer la vérité. Concernant la présence des sorciers, celle-ci demeure dans la sphère criminelle où ces derniers sont poursuivis mais aussi dans une sphère bien différente, du fait que certains chefs de tribu ont à leur disposition un sorcier, leur permettant d’obtenir une aide certaine mais aussi dans le cadre de la réalisation des ordalies.